# Port Colborne Recreationists
Port Colborne Recreationists je bil mladinski hokejski klub iz Port Colborna. Igral je v Mladinski B ligi v 40. letih, z izjemo ene sezone, ko so igrali v Mladinski A ligi. Domača dvorana kluba je bila Galt Arena Gardens.
Leta 1943 je osvojil Mladinsko B prvenstvo, znano kot Sutherland Cup. Pri tem so porazili moštvo Milton Bombers z 2-0 v tekmah.  Ko so osvojili Mladinski B naslov, so tudi napredovali v Mladinsko A ligo, v kateri je primanjkovalo moštev. Recreationisti so eno polno sezono sodelovali in nato zgodaj v svoji drugi sezoni zapadli. Možno je sicer, da so se od tedaj vrnili v Mladinsko B ligo. 

## Izidi
| Sezona  | Tekem | Zmag | Porazov | Remijev | TOČ | %     | GF  | GA  | Uvrstitev          |
| 1943-44 | 26    | 10   | 16      | 0       | 20  | 0.385 | 111 | 126 | 4. v Skupini 2     |
| 1944-45 | 7     | 1    | 6       | 0       | 20  | 0.143 | 24  | 49  | 7. v OHA (zapadli) |